# Červari
Červari (olaszul: Cervari) falu Horvátországban, Isztria megyében. Közigazgatásilag Kanfanarhoz tartozik.

## Fekvése
Az Isztria középső részén, Rovinjtól 17 km-re északkeletre, községközpontjától 6 km-re (közúton 12 km-re) északnyugatra fekszik.

## Története
A település benépesülése azzal a népesség vándorlással van kapcsolatban, amikor a 16. század végén és a 17. század elején a török elől Dalmáciából nagy számú horvát menekült érkezett az Isztriára. 1880-ban 63, 1910-ben 90 lakosa volt. Az első világháború után a rapallói szerződés értelmében Isztria az Olasz Királysághoz került. A második világháború után Jugoszlávia része lett. Jugoszlávia felbomlása után 1991-ben a független Horvátország része lett. 2011-ben a falunak 37 lakosa volt. Lakói mezőgazdasággal (szőlő és olajbogyó) és állattartással (juh és szarvasmarha) foglalkoznak.

## Lakosság
| Lakosság változása | Lakosság változása | Lakosság változása | Lakosság változása | Lakosság változása | Lakosság változása | Lakosság változása | Lakosság változása | Lakosság változása | Lakosság változása | Lakosság változása | Lakosság változása | Lakosság változása | Lakosság változása | Lakosság változása | Lakosság változása |
| ------------------ | ------------------ | ------------------ | ------------------ | ------------------ | ------------------ | ------------------ | ------------------ | ------------------ | ------------------ | ------------------ | ------------------ | ------------------ | ------------------ | ------------------ | ------------------ |
| 1857               | 1869               | 1880               | 1890               | 1900               | 1910               | 1921               | 1931               | 1948               | 1953               | 1961               | 1971               | 1981               | 1991               | 2001               | 2011               |
| 0                  | 0                  | 63                 | 69                 | 72                 | 90                 | 0                  | 0                  | 87                 | 99                 | 83                 | 65                 | 51                 | 42                 | 41                 | 37                 |